# テウデシンダ
テウデシンダもしくはテオデリンダ（ドイツ語:Theudesinda, Theodelinda　西フリジア語:Thiadsvind　677年生）は、フリースラント王レッドボットの娘。711年にアウストラシア宮宰グリモアルド2世と結婚した。(p794) この結婚を取り仕切ったのは聖ウィリブロルドだった。 2人の間にはテウドアルドとアルノルドという2人の息子が生まれた。